# 조수향
조수향(曺秀香, 본래 1991년 1월 21일 양띠 음력 1990년 12월 말띠 ~ )은 대한민국의 배우이다. 
- 2014년 장편영화 《들꽃》으로 연예계에 발을 내디뎠고, 2015년 KBS 드라마 《후아유 - 학교 2015》강소영 역을 맡아 대중들에게 주목을 받았다.
- 임수향과 고교동창 동기이다.

## 학력
- 한양대학교 사범대학 부속여자중학교 2003 ~ 2006 (졸업)
- 안양예술고등학교 연극영화과 2006 ~ 2009 (졸업)
- 동국대학교 연극영화과 (졸업)

## 출연 작품

### 영화
| 연도 | 제목                    | 역할          | 비고           |
| ---- | ----------------------- | ------------- | -------------- |
| 2006 | 방과후 옥상             | 궁달반 아이들 | 단역           |
| 2009 | 여자 없는 세상          | 보영          |                |
| 2010 | 문수씨의 좁은 문        | 양이/종아     |                |
| 2010 | 물음표를 주세요         | 보라          | 단편영화       |
| 2011 | 11月                    | 시연          | 단편영화       |
| 2013 | 울게 하소서             | 아영          | 단편영화(보기) |
| 2013 | 집으로                  | 인주          | 단편영화       |
| 2013 | 녹: Rust                | 명지          | 단편영화       |
| 2013 | 유언                    | 딸            | 단편영화       |
| 2013 | 이상한 이야기           | 금홍          | 단편영화       |
| 2014 | 어느날 갑자기           | 준희          | 단편영화       |
| 2014 | 더러워, 정말            | 다영          | 단편영화       |
| 2015 | 차이나타운              | 백혈병 아이모 | 단역           |
| 2015 | 검은 사제들             | 아그네스      |                |
| 2015 | 들꽃                    | 수향          |                |
| 2015 | 그들이 죽었다           | 학교후배      |                |
| 2016 | 사돈의 팔촌             | 예지          |                |
| 2016 | 아무일도 없었다         | 준희          |                |
| 2017 | 커피 느와르: 블랙브라운 | 김주원        |                |
| 2018 | 궁합                    | 만이          |                |
| 2018 | 소공녀                  | 민지          |                |
| 2018 | 소녀의 세계             | 정수연        |                |
| 2018 | 실어증                  | 정수연        | 단편영화       |
| 2019 | 배심원들                | 오수정        |                |
| 2019 | 93 프라이드             |               | 단편영화       |
| 2020 | 정직한 후보             | 신지선        |                |
| 2021 | 괴기맨숀                | 발레리나      |                |
| 2022 | 뒤틀린 집               | 이은영        |                |

### 드라마
| 연도 | 방송사 | 제목                                         | 역할   | 비고     |
| ---- | ------ | -------------------------------------------- | ------ | -------- |
| 2015 | KBS1   | 눈길                                         | 장은수 |          |
| 2015 | KBS2   | 후아유 - 학교 2015                           | 강소영 |          |
| 2015 | KBS2   | KBS 드라마 스페셜 - 귀신은 뭐하나            | 차무림 |          |
| 2016 | MBC    | 역도요정 김복주                              | 수빈   |          |
| 2017 | MBC    | 세가지색 판타지 - 생동성 연애                | 왕소라 |          |
| 2017 | MBC    | 세가지색 판타지 - 반지의 여왕                |        | 특별출연 |
| 2017 | OCN    | 듀얼                                         | 박서진 |          |
| 2017 | tvN    | tvN 드라마 스테이지 - 박대리의 은밀한 사생활 | 이유린 |          |
| 2018 | JTBC   | 밥 잘 사주는 예쁜 누나                       |        | 16부작   |
| 2019 | KBS2   | 조선로코-녹두전                              | 김쑥   |          |
| 2022 | KBS2   | 너에게 가는 속도 493KM                       | 이영심 |          |
| 2022 | ENA    | 얼어죽을 연애따위                            | 강채리 | 16부작   |

### 뮤직비디오
- 세븐틴 〈만세〉 (2015년)

## 그 외 활동

### 홍보대사
- 2015년 10월 제8회 서울노인영화제 홍보대사 (with 공명)

## 수상 및 후보
| 연도 | 시상식                     | 부문               | 작품               | 결과 |
| ---- | -------------------------- | ------------------ | ------------------ | ---- |
| 2014 | 제19회 부산국제영화제      | 여자 올해의 배우상 | 들꽃               | 수상 |
| 2015 | 제8회 코리아 드라마 어워즈 | 여자 신인연기상    | 후아유 - 학교 2015 | 후보 |
| 2015 | KBS 연기대상               | 여자 신인상        | 후아유 - 학교 2015 | 후보 |